# Referendum w Botswanie w 2001 roku
Referendum w sprawie reformy sądownictwa – odbyło się w Botswanie, w dniu 3 listopada 2001 roku. Pierwotnie zostało zaplanowane na 6 października, ale później je przełożono. W referendum zadano osiem odrębnych pytań dotyczących sędziów i sądów. W przypadku wszystkich z nich proponowane zmiany zostały zatwierdzone, a siedem z przewagą ponad 70%. Frekwencja w referendum wyniosła zaledwie 4,9%, przy czym oddano 22 600 głosów z ogólnej liczby 460 252 zarejestrowanych wyborców. Jako przyczyny niskiej frekwencji sugerowano: odroczenie terminu referendum przez rząd, skargę prawną ze strony nacjonalistycznej grupy z Tswany, Pitso Ya Batswana, oraz wezwanie tej grupy do bojkotu referendum. Pitso Ya Batswana twierdziła, że referendum było próbą zwiększenia swojej władzy, przez nadreprezentowaną w wymiarze sprawiedliwości grupę etniczną BaKalanga.

## Wyniki

### Pytanie I
Pierwsze pytanie dotyczyło kwalifikacji kandydatów na sędziów Sądu Najwyższego:

Do you agree that, for a person to be appointed a Judge of the Court of Appeal, he must qualify and have been qualified to practice as an advocate or attorney for not less than 10 years, or being qualified to practice as an advocate or attorney, has taught law in a recognized university for not less than 10 years?

Propozycja została przyjęta z aprobatą 74,2% głosujących.
| Wybór                             | Głosy  | %    |
| --------------------------------- | ------ | ---- |
| Za                                | 16038  | 74.2 |
| Przeciw                           | 5574   | 25.8 |
| Nieważne/puste głosy              | 985    | –    |
| Razem                             | 22597  | 100  |
| Zarejestrowani wyborcy/frekwencja | 460252 | 4.9  |
| Źródło                            |        |      |

### Pytanie II
Pytanie drugie dotyczyło kwalifikacji kandydatów na sędziów Sądu Apelacyjnego:

Do you agree that, for a person to be appointed a Judge of the Court of Appeal, he must qualify and have been qualified to practice as an advocate or attorney for not less than 10 years, or being qualified to practice as an advocate or attorney, has taught law in a recognized university for not less than 10 years?

Propozycja została przyjęta z aprobatą 74,81% głosujących.
| Wybór                             | Głosy  | %    |
| --------------------------------- | ------ | ---- |
| Za                                | 16152  | 74,8 |
| Przeciw                           | 5436   | 25.2 |
| Nieważne/puste głosy              | 988    | –    |
| Razem                             | 22576  | 100  |
| Zarejestrowani wyborcy/frekwencja | 460252 | 4.9  |
| Źródło                            |        |      |

### Pytanie III
Pytanie trzecie dotyczyło zmian w mianowaniu sędziów Sądu Najwyższego:

Do you agree that the designation of High Court Judges as "Puisne Judges" be altered to "Judges"?

Propozycja została przyjęta z aprobatą 76,74% głosujących.
| Wybór                             | Głosy  | %    |
| --------------------------------- | ------ | ---- |
| Za                                | 16565  | 76,7 |
| Przeciw                           | 5019   | 23.3 |
| Nieważne/puste głosy              | 995    | –    |
| Razem                             | 22579  | 100  |
| Zarejestrowani wyborcy/frekwencja | 460252 | 4.9  |
| Źródło                            |        |      |

### Pytanie IV
Pytanie czwarte dotyczyło podniesienia wieku emerytalnego sędziów Sądu Najwyższego i Sądu Apelacyjnego:

Do you agree that the retiring age of the Judges of the High Court and Court of Appeal should be increased from 65 to 70?

Propozycja została przyjęta, chociaż uzyskała jedynie 53,93% poparcia, znacznie mniej niż w przypadku pozostałych pytań.
| Wybór                             | Głosy  | %    |
| --------------------------------- | ------ | ---- |
| Za                                | 11751  | 53,9 |
| Przeciw                           | 10037  | 46.1 |
| Nieważne/puste głosy              | 789    | –    |
| Razem                             | 22577  | 100  |
| Zarejestrowani wyborcy/frekwencja | 460252 | 4.9  |
| Źródło                            |        |      |

### Pytanie V
Pytanie piąte dotyczyło nominacji członków Komisji Służby Sądownictwa:

Do you agree that the members of the Judicial Service Commission who are nominated by the Law Society or appointed by the President shall serve a renewable term of two years, and may be removed by the Commission in the first case and by the President in the second for inability or gross misbehavior?

Propozycja została przyjęta z aprobatą 72,45% głosujących.
| Wybór                             | Głosy  | %    |
| --------------------------------- | ------ | ---- |
| Za                                | 15765  | 72,5 |
| Przeciw                           | 5994   | 27,5 |
| Nieważne/puste głosy              | 802    | –    |
| Razem                             | 22561  | 100  |
| Zarejestrowani wyborcy/frekwencja | 460252 | 4.9  |
| Źródło                            |        |      |

### Pytanie VI
Pytanie szóste dotyczyło Komisji Służby Sądowniczej:

Do you agree that the members of the Judicial Service Commission, who shall decide by a majority vote, the chairman having a casting vote in the event of an equality of votes, should be the Chief Justice as Chairman, the President or the most senior Justice of the Court of Appeal, the Attorney-General, the Chairman of the Public Service Commission, a member of the Law Society nominated by it, and a person of integrity and experience who is not a legal practitioner appointed by the President?

Propozycja została przyjęta z aprobatą 72,68% głosujących.
| Wybór                             | Głosy  | %    |
| --------------------------------- | ------ | ---- |
| Za                                | 15833  | 72,7 |
| Przeciw                           | 5951   | 27.3 |
| Nieważne/puste głosy              | 789    | –    |
| Razem                             | 22573  | 100  |
| Zarejestrowani wyborcy/frekwencja | 460252 | 4.9  |
| Źródło                            |        |      |

### Pytanie VII
Pytanie siódme dotyczyło Sądu Przemysłowego:

Do you agree that the Industrial Court should be a superior court of record?

Propozycja została przyjęta z aprobatą 74,5% głosujących.
| Wybór                             | Głosy  | %    |
| --------------------------------- | ------ | ---- |
| Za                                | 16216  | 74,5 |
| Przeciw                           | 5549   | 25,5 |
| Nieważne/puste głosy              | 792    | –    |
| Razem                             | 22557  | 100  |
| Zarejestrowani wyborcy/frekwencja | 460252 | 4.9  |
| Źródło                            |        |      |

### Pytanie VIII
Ósme i ostatnie pytanie dotyczyło Prezesa Sądu Najwyższego:

Do you agree that the Chief Justice be empowered to appoint a Rules of Court Advisory Committee to advise him on the review of the rules of practice and procedure of the High Court?

Propozycja została przyjęta z aprobatą 76,68% głosujących, najwyższą ze wszystkich proponowanych zmian.
| Wybór                             | Głosy  | %    |
| --------------------------------- | ------ | ---- |
| Za                                | 16584  | 76,9 |
| Przeciw                           | 4895   | 23.1 |
| Nieważne/puste głosy              | 1023   | –    |
| Razem                             | 22592  | 100  |
| Zarejestrowani wyborcy/frekwencja | 460252 | 4.9  |
| Źródło                            |        |      |